# Sindicato de Obreros del Campo
Le Sindicato de Obreros del Campo est un syndicat espagnol qui défend les intérêts des travailleurs andalous. 

## Présentation
Fondé par le prêtre ouvrier Diamantino García, le syndicat peut être considéré comme un syndicat de tendance anarchiste-communiste.
Ce syndicat a une certaine audience dans les provinces de Cadix, Cordoue et de Séville. 
Son secrétaire général est Diego Cañamero Valle.